# Olga Brumas
Olga Brumas, gr. Όλγα Μπρούμας  (ur. 6 maja 1949 w Ermupoli) – grecka poetka, tłumaczka i pedagog.

## Życiorys
Olga Brumas urodziła się w 1949 r. w Grecji. Jej ojcem był oficer wojskowy Nicholas Constantine Broumas, matka Claire Antonia Broumas. W 1967 r. wyemigrowała do Stanów Zjednoczonych jako stypendystka Programu Fulbrighta. Studiowała na Uniwersytecie Pensylwanii i na Uniwersytecie Oregonu. Studia ukończyła w 1973 r. W tym samym roku poślubiła Edwarda Bangsa. Rozwiedli się w 1979 r.
W 1979 r. wykładała na Uniwersytecie Idaho, w latach 1979-81 uczyła w Goddard College w Vermont, w latach 1982-87 we Freehand w Provincetown, w latach 1988-1990 wykładała na Uniwersytecie Bostońskim. Jest profesor emeritus na Uniwersytet Brandeisa w Waltham, gdzie nauczała języka angielskiego ponad dwadzieścia lat.

## Twórczość
Olga Brumas wydała pierwszy tom wierszy Anxieties w 1967 r. w Grecji. W 1977 r. ukazał się jej pierwszy tom poezji w języku angielskim Beginning with O (z przedmową amerykańskiego poety Stanleya Kunitza), za który otrzymała Yale Younger Poets Prize. Była pierwszą anglojęzyczną autorką nie pochodzącą z USA, która otrzymała tę nagrodę. Wydała razem z Jane Miller tom Black Holes, Black Stockings i cztery książki z T. Begleyem. Przetłumaczyła na język angielski utwory greckich poetów Odiseasa Elitisa i Kiki Dimula.

## Nagrody i wyróżnienia
Olga Brumas otrzymała za swoją twórczość wiele nagród i wyróżnień:
- Fulbright Travel Grant (1967)
- Yale Younger Poets Award (1977)
- Oregon Arts Commission Fellowship (1978)
- National Endowment for the Arts Fellowship (1979)
- Vermont Council on Arts Fellowship (1980)
- Guggenheim Fellowship (1981)
- Witter Bynner Translation Grant (1991)
- Lambda Poetry Award (2000)
- Louis Dembitz Award for Excellence in Teaching (2005)
- Norman Fund Grant (2006 – 2007)
- National Endowment for the Arts Translation Fellowship (2009 – 2011)

## Twórczość wybrana

### Poezja
- Anxieties, 1967
- Beginning with O, 1977
- Soie Sauvage, 1979
- Pastoral Jazz, 1983
- Black Holes, Black Stockings, 1985, współautor: Jane Miller
- Perpetua, 1989
- Sappho’s Gymnasium, 1994, współautor: T. Begley
- Helen Groves, 1994, współautor: T. Begley
- Unfolding the Tablecloth of God, 1995, współautor: T. Begley
- Ithaca: Little Summer in Winter, 1996, współautor: T. Begley
- Rave: Poems, 1975-1999, 2000
- 5 poems, 2007

### Tłumaczenia
- Odiseas Elitis, What I Love, 1986
- Odiseas Elitis, The Little Mariner, 1988
- Odiseas Elitis, Open Papers: Selected Essays, 1994
- Odiseas Elitis, Eros, Eros, Eros: Selected and Last Poems, 1998
- Kiki Dimula, What Sea? 20 Poems, 2011